# Hipódromo de Mahalaxmi
El Hipódromo de Mahalaxmi es una pista de carreras de caballos en el barrio de Mahalaxmi, de Bombay (Mumbai), India. La pista es de forma ovalada, con 2.400 metros (7.900 pies) de rampa recta, repartidas en aproximadamente 225 acres (0.91 km²; 0.352 millas cuadradas) de tierra abierta en el corazón de la ciudad de Mumbai. Fue creado a partir de una tierra pantanosa conocida como Mahalakshmi. Fue construido en 1883 con el modelo del hipódromo de Caulfield en Melbourne, que se extiende sobre la tierra frente al mar.